# 女たちの禁じられた恋
『女たちの禁じられた恋』（ 原題：Forbidden Love: The Unashamed Stories of Lesbian Lives ）は、1992年に製作されたカナダのドキュメンタリー映画。
1992年、カナダで開催されているトロント国際映画祭にてプレミア上映された。
日本では、1994年（第3回）東京国際レズビアン&ゲイ映画祭で、レズビアン長編作品として公開された。

## キャスト
- ケリー・モール
- ステファニー・オザード
- ステファニー・モルゲンシュルテン
- ライン・アダムス
- アン=マリー・マクドナルド
- マイケル・コープランド